# Or Yehuda
Or Yehuda (tiếng Hebrew: אור יהודה) là một thành phố Israel. Thành phố thuộc quận Trung. Thành phố có diện tích 5,141 km2, dân số năm 2009 là 34.400 người.